# Dhalsim
Dhalsim è un personaggio immaginario della serie di videogiochi Street Fighter. Compare a partire da Street Fighter II ed è una presenza quasi fissa della saga.

## Il personaggio
Dhalsim è una sorta di "santone" nato nello stato di Kerala, in India. Egli è vegetariano, asceta e non violento, ma combatte nei tornei per poter guadagnare qualche soldo da devolvere per aiutare il suo villaggio, cosa che gli provoca un conflitto interiore. Dhalsim veste dei pantaloni stracciati color zafferano ed indossa svariati bracciali alle mani ed ai piedi, per il resto è scalzo e nudo, ha tre strisce rosse dipinte sul cranio e due sulle guance e porta una collana di teschi al collo, rappresentanti i bambini morti durante una carestia al suo villaggio. Il corpo, nonostante sia scheletrico, è molto muscoloso e può estendersi come se fosse fatto di gomma, grazie all'avanzata conoscenza delle tecniche yoga. Gli occhi sono bianchi per via dell'assenza delle pupille. Nelle serie di Street Fighter Alpha, prima dell'incontro veste anche un turbante bianco.
Il nome del personaggio venne dato dagli ideatori da quello di un ristorante indiano vicino agli uffici della Capcom, chiamato Dhal's. Inizialmente era rappresentato come il dio Ganescia, con quattro braccia e la testa di elefante. In seguito un'immagine della dea venne messa nello stage del combattente.

## Mosse
Oltre alle grandi capacità elastiche di braccia e gambe, Dhalsim è capace di sputare palle di fuoco di varie grandezze (Yoga flame, Yoga Inferno, Yoga fire); nel manuale originale del gioco questa abilità veniva associata al fatto che il lottatore fosse goloso del piccante curry indiano, ma una versione successiva giustifica ciò come un dono del dio del fuoco Agni. Inoltre, Dhalsim è capace di teletrasportarsi da una parte all'altra dello schermo: la sparizione poteva prolungarsi per molto tempo a causa di un bug nel gioco Street Fighter II.
- Yoga Fire: Dhalsim raccoglie le proprie energie e sputa una palla di fuoco che vola in direzione dell'avversario incenerendolo. (da Street Fighter II in poi)
- Yoga Flame: consiste in un'enorme fiammata ravvicinata. (da Street Fighter II in poi)
- Yoga Blast: uguale alla Yoga Flame, solo che può colpire gli avversari che saltano sopra Dhalsim. (da Super Street Fighter II X/Turbo in poi)
- Yoga Teleport: consiste in un teletrasporto. In base alla pressione dei tasti (i tre tasti dei pugni/calci pressati contemporaneamente) Dhalsim può teletrasportarsi nello stesso punto o in altri punti dello scenario. (da Street Fighter II Hyper/Turbo in poi).
- Orizontal Torpedo: Dhalsim in aria può lanciarsi verso l'avversario ruotando su sé stesso e colpendolo con la testa in orizzontale. (da Street Fighter II in poi)
- Vertical Torpedo: Dhalsim in aria può lanciarsi verso l'avversario ruotando su sé stesso e colpendolo con i piedi in verticale. In SSF II X/Turbo in base alla pressione del tasto dei calci può colpirlo o da lontano o da vicino. (da Street Fighter II in poi)
- Short Teleport: quando Dhalsim viene colpito, per evitare ulteriori colpi, può effettuare un teletrasporto istantaneo scomparendo e riapparendo nello stesso punto dello scenario (da Street Fighter Alpha 2 in poi).

### Super mosse
- Yoga Inferno: In SSF II X/Turbo, Dhalsim creava una Yoga Flame che colpiva più volte l'avversario incenerendolo. Da Street Fighter Zero/Alpha 2 in poi Dhalsim crea una fiammata serpeggiante che colpisce dalla testa ai piedi dell'avversario. La mossa che consisteva in un Yoga Flame prolungato la si ritrova anche in Capcom vs Snk 2. Essa prende il nome di Yoga Volcano.
- Yoga Stream: (da Street Fighter Zero/Apha 3, Capcom vs Snk 2) Dhalsim crea un fiume di fuoco che colpisce l'avversario ai piedi.
- Yoga Slam: Dhalsim, sfruttando i suoi poteri yoga che gli permettono di allungare a proprio piacimento gli arti del suo corpo, salta in direzione dell'avversario, mentre egli è in volo, e afferrandolo lo sbatte più volte a terra. (in Street Fighter Alpha/Zero 2, SFZ/A 3 e serie versus di X-Men vs Street Fighter, Marvel Super Heroes vs Street Fighter, Marvel vs Capcom 2)

## Frase celebre
" La meditazione è la mia forza, e con essa ti distruggerò ".

## Film
Nel film Street Fighter - Sfida finale, Dhalsim viene interpretato da Roshan Seth. Il personaggio non è un asceta, bensì uno scienziato che viene corrotto dal Generale Mike Bison e costretto a concorrere nella progettazione del Super Soldato. Sul finale, egli decide di morire insieme all'organizzazione criminale Shadaloo ed alla sua creazione Blanka.